# Copy trading
Copy trading permite a los individuos de los mercados financieros copiar automáticamente las posiciones abiertas y gestionadas por otros individuos seleccionados.
A diferencia del mirror trading, un método que permite a los operadores copiar estrategias específicas, Copy Trading enlaza una parte de los fondos del operador que copia a la cuenta del inversor copiado. Cualquier acción de negociación realizada a partir de entonces por el inversor copiado, como abrir una posición, asignar órdenes Stop Loss y Take Profit, o cerrar una posición, también se ejecuta en la cuenta del operador copiador, de acuerdo con la proporción entre la cuenta del inversor copiado y los fondos comerciales de la cuenta asignada del operador copiador.
Generalmente, el operador que copia conserva la capacidad de desconectar las operaciones copiadas y administrarlas él mismo. También puede cerrar la relación de copia por completo, lo que cierra todas las posiciones copiadas al precio de mercado actual. Los inversores copiados (que se denominan líderes o proveedores de señales) a menudo son compensados con tarifas planas de suscripción mensual por parte del operador que busca copiar sus operaciones. (un seguidor de señales). Aparte de eso, los inversores populares pueden obtener un reembolso de hasta el 100% en sus transacciones personales. Los esquemas de recompensa sirven para estimular a los operadores a permitir que otros controlen y copien sus operaciones, en lugar de operar de forma privada.
El copy trading ha llevado al desarrollo de un nuevo tipo de cartera de inversiones, que algunos expertos de la industria denominan "carteras basadas en personas" o "carteras de señales" (tomando prestada la terminología del popular mercado de señales MetaQuotes). Las carteras basadas en personas se diferencian de las carteras de inversión tradicionales en que los fondos de inversión se invierten en otros inversores, en lugar de en instrumentos tradicionales de mercado.
Si bien los seguidores no transfieren capital a las cuentas de los proveedores de señales, estos últimos operan como gestores de cartera de facto, ya que tienen control indirecto sobre una parte del capital de los seguidores de señales. Por lo tanto, las redes de social trading proporcionan un marco innovador para la gestión delegada de carteras.

## Historia
Inicialmente, algunos operadores transmitieron a sus seguidores, mediante el uso de boletines informativos, su intención de abrir o cerrar operaciones específicas en ciertos niveles. Posteriormente, apareció la primera sala de operaciones con el mismo concepto. El operador anunció la ejecución de una transacción, escribiéndola en una sala virtual, en lugar de usar el correo electrónico. De esta manera, los seguidores pudieron leer y reproducir la transacción. Cuando las salas de chat aumentaron, otros operadores también pudieron comentar o publicar preguntas en línea, lo que requería una presencia persistente frente a la pantalla y, a menudo, pagar una tarifa para usar la plataforma.
En ese nivel, algunos operadores se dieron cuenta de los beneficios potenciales que podría producir si se construyera un sistema de replicación automática. Alrededor de 2005, el Copy Trading y el mirror trading se desarrollaron a partir del trading automatizado, también conocido como trading algorítmico. Era un sistema de comercio automatizado, donde los operadores compartían su propio historial comercial que otros podían seguir. Tradency fue uno de los primeros en proponer un sistema de autotrading en 2005, llamado por ellos Mirror Trader. Un operador podría alojar su propia estrategia comercial en los sistemas con los registros comerciales que muestran el rendimiento de esa estrategia. Luego, otros usuarios podrían decidir hacer mirror trading en su cuenta con todas las transacciones generadas a partir de esa estrategia.
Esto pronto derivó en ciertas circunstancias que permitieron a los operadores conectar su cuenta comercial personal directamente a la plataforma y, desde ese momento, cada una de sus acciones se registró y se puso a disposición de los usuarios sin la necesidad de presentar la estrategia comercial.
Desde 2010, se ha convertido en una característica, cada vez más popular entre los corredores de comercio financiero en línea, como una forma de permitir que los operadores menos experimentados se beneficien de las decisiones comerciales de los inversores a los que consideran exitosos.
La mayoría de las operaciones se realizan en mercados muy líquidos, como los mercados de divisas.

### Estudio
En 2012, el MIT financió un estudio dirigido por el Dr. Yaniv Altshuler, que mostró que los operadores de la red de inversión social eToro que se beneficiaron de la "copia guiada", es decir, copiar a un inversionista sugerido, obtuvieron un 6-10% más que los operadores que gestionaban manualmente, y un 4% más que los operadores que copiaban a inversores aleatorios de su elección.

A partir de 2013, el Dr. Altshuler ha estado colaborando con el profesor Alex "Sandy" Pentland, del MIT, en un estudio que tiene como objetivo encontrar un mecanismo de comercio social "sostenible", con el objetivo de ajustar la capacidad de los operadores para beneficiarse del copy trading. La investigación también encontró que los operadores seguidos son con frecuencia, pero no siempre, los más efectivos.
En la toma de decisiones de inversión convencional, se ha demostrado que la imitación juega un papel importante.
En 2014, Mauro Martino, del centro de investigación Watson de IBM Research y Altshuler colaboraron con Yang-Yu Liu, Jose C. Nacher y Tomoshiro Ochiai en un estudio de comercio financiero. Este estudio mostró que las operaciones copiadas tienen más probabilidades que las operaciones estándar de producir rendimientos positivos, pero el retorno de la inversión de las operaciones de copia rentables es menor que el de las operaciones regulares exitosas.
En 2018, el profesor Matthias Pelster, de la Universidad de Paderborn y Annette Hofmann, de la Universidad de St. John, descubrieron que las pérdidas suelen ser mayores para las operaciones copiadas en caso de rendimientos negativos. También sugirieron que los inversores que son copiados por otros inversores tenían más probabilidades de sufrir un efecto de disposición.
En 2019, Gortner y van der Weele estaban investigando las subastas dobles de valores de Arrow-Debreu, de forma experimental, con y sin datos de pares. Concluyeron que observar las carteras de otros operadores da como resultado que los operadores compren carteras menos volátiles. Sin embargo, cuando los operadores son calificados por su desempeño, esta influencia se neutraliza.

## Influencia en el comportamiento
Las plataformas de copy-trading pueden influir en el comportamiento de diversas formas. Sus características institucionales clave fomentan la imitación, tanto indirecta como directamente: indirectamente, al proporcionar información sobre la cartera y el rendimiento de otros, que los usuarios pueden intentar replicar por sí mismos. Directamente, al permitir que los inversores copien a otros directamente con un clic. Como resultado, los sitios web de copy trading tienen un entorno de imitación institucionalizado en el que operar.
En un contexto diferente, como señalaron Theo Offerman y Andrew Schotter (2009), cuando los beneficios son grandes, la imitación puede llevar a los sujetos a tomar decisiones arriesgadas. En el contexto de un mercado financiero, donde los precios de los activos son generalmente volátiles, la imitación puede tener efectos particularmente significativos. Los altos rendimientos en el copy trading pueden estar asociados con la toma de un riesgo alto por parte de los inversores replicados. Como resultado, es posible que los inversores eficientes no solo hayan tenido suerte, sino que también hayan asumido más riesgos. Por tanto, es más probable que los copiadores sigan estrategias de inversión arriesgadas. El copy trading también puede llevar a una toma de riesgos excesiva y resultados no óptimos, tanto a nivel personal como social.
La Universidad Pompeu Fabra, la Universidad de Heidelberg y la Universidad de Essex Colchester fueron las primeras en estudiar abiertamente el copy trading en un entorno experimental. Investigaron el concepto de quién elige convertirse en copiador y descubrieron que la aversión al riesgo es un factor decisivo. Cuanto mayor sea la aversión al riesgo de los sujetos, más probable es que imiten a otros. Aquellos que han demostrado una baja tolerancia al riesgo se ven tentados a correr más riesgos mediante el copy trading.
En el contexto de los estudios de aprendizaje social, Jacob Goeree, Leeat Yariv (2015) y John Duffy (2019) muestran que una parte sustancial de los sujetos tiene un fuerte deseo de seguir a otros, incluso cuando no hay datos de rendimiento. Otras investigaciones han indicado que "la falta de confianza es una de las barreras más importantes que inhiben el comercio en línea" y que las señales de confianza "juegan un papel importante" en la superación de estas barreras. Los miembros de comunidades que señalan proactivamente su fiabilidad en línea tienen una poderosa influencia sobre el comportamiento de otros miembros. Por lo tanto, la credibilidad de los miembros de la comunidad en línea es crucial en el entorno del copy trading ya que, en otras comunidades en línea, la toma de decisiones basada en la confianza es poco común.

### Regulación
La FCA adopta el punto de vista establecido en las Preguntas y Respuestas de MiFID de la Autoridad Europea de Valores y Mercados (ESMA, por sus siglas en inglés): Protección del inversor e intermediarios (Pregunta n. ° 9) sobre cómo funcionan las operaciones de copy y mirror trading según la Directiva MiFID. Los considera como una ejecución automática de señales comerciales, donde no hay entrada manual del titular de la cuenta. Esto implica obligaciones normativas estándar para la gestión autorizada.
En 2014, la Autoridad de Conducta Financiera del Reino Unido (FCA) expresó su preocupación con respecto al copy trading, ya que consideran que las empresas que ofrecen copy trading son administradores de inversiones no regulados. Como tal, la FCA ha enviado cartas a las empresas que prestan servicios de copy trading, notificándoles su intención de clasificarlas como administradores de cartera o inversiones.

## Métodos utilizados
Las diferentes plataformas de copy trading emplean una lógica operativa diferente. Por lo general, varían en lo que respecta a los importes mínimos de copy trading, la cantidad mínima para una operación copiada y la forma en que se reflejan las operaciones de entrada / salida de dinero en nombre del operador copiado , en las proporciones entre las cuentas del copiado y el copiador. Todas las operaciones son proporcionales al presupuesto, es decir, si un inversor copiado gasta el 1% de su cartera, los copiadores también lo hacen.
Algunas plataformas también permiten a los operadores colocar órdenes Stop Loss en toda la relación de copy trading, lo que permite a los operadores controlar el riesgo de su actividad de copy trading, en función de los inversores individuales copiados

## Comparado con el social trading
Varios operadores de comercio financiero ofrecen capacidades de copy trading como parte de una plataforma de social trading más grande. El social trading generalmente incluye la capacidad de conectarse con otros inversores, que utilizan la plataforma en redes sociales (comentarios, me gusta, intercambio de enlaces, etc.), así como encontrar posibles candidatos para el copy trading por medio de la visualización de las estadísticas de rendimiento de los inversores.